# Wildwood (Florida)
Wildwood es una ciudad ubicada en el condado de Sumter en el estado estadounidense de Florida. En el Censo de 2010 tenía una población de 6.709 habitantes y una densidad poblacional de 64,82 personas por km².

## Geografía
Wildwood se encuentra ubicada en las coordenadas 28°47′35″N 82°0′43″O / 28.79306, -82.01194. Según la Oficina del Censo de los Estados Unidos, Wildwood tiene una superficie total de 103.5 km², de la cual 93.13 km² corresponden a tierra firme y (10.02%) 10.37 km² es agua.

## Demografía
Según el censo de 2010, había 6.709 personas residiendo en Wildwood. La densidad de población era de 64,82 hab./km². De los 6.709 habitantes, Wildwood estaba compuesto por el 74.66% blancos, el 21% eran afroamericanos, el 0.42% eran amerindios, el 1.15% eran asiáticos, el 0.04% eran isleños del Pacífico, el 1.22% eran de otras razas y el 1.51% pertenecían a dos o más razas. Del total de la población el 5.56% eran hispanos o latinos de cualquier raza.